# Sossio Giametta
Sossio Giametta (Frattamaggiore, Nápoles, Italia, 20 de noviembre de 1929-Bruselas, Bélgica, 15 de enero de 2024) fue un filósofo, traductor, periodista y novelista italiano.

## Biografía
Graduado en Derecho, a finales de los años 1950 conoció a Giorgio Colli y Mazzino Montinari, con quienes colaboró durante cuatro años, en Florencia y Weimar, en la gran edición crítica de las obras de Friedrich Nietzsche. En 1965 se mudó a Bruselas, donde sigue viviendo y donde trabajó durante treinta años en el Consejo de la Unión Europea.
Como un Privatdenker, Giametta ha escrito ensayos de crítica "heterodoxa" sobre Benedetto Croce y Goethe, sus primeros maestros, y Johann Georg Hamann. Hasta la fecha ha traducido todas las obras y los escritos póstumos principales de Nietzsche, así como casi todas las obras de Schopenhauer, y textos de Julio César, Spinoza, Goethe, Freud y Max Stirner. 
También es un novelista, ajeno a escuelas o corrientes, autor de historias con un fuerte contenido filosófico y moral; según Raffaele La Capria, la prosa de Giametta se asemeja a la de un centauro: un encuentro entre literatura y filosofía.
Como periodista ha colaborado con Il Mattino, Il Corriere della Sera, La Repubblica, Il Giornale, Il Giornale di Vicenza y MicroMega.
A lo largo de los años, y en particular desde la llamada "Trilogía del esencialismo" (compuesta por Bue squartato, L'oro prezioso dell'essere y Cortocircuiti), Giametta ha desarrollado su propio sistema de filosofía -heredero del naturalismo renacentista y spinoziano-, que describe así: «Esencialismo: es una nueva filosofía, basada exclusivamente en la naturaleza, entendida en sus dos aspectos, como naturans y como naturata. El esencialismo describe la condición humana como determinada por la combinación de dos elementos heterogéneos: la esencia de todo lo que existe, que es divina, y las condiciones de existencia, que a menudo son demasiado diabólicas, a las que están sometidas todas las criaturas. El equilibrio de estos dos elementos, diferente en cada individuo, explica las razones eternas por las que uno cree o no cree, afirma o niega, es optimista o pesimista...».

## Obras
- (1987). Oltre il nichilismo: Nietzsche, Holderlin, Goethe. Nápoles: Tempi moderni.
- (1991). Nietzsche il poeta, il moralista, il filosofo. Milán: Garzanti.
- (1992). Palomar, Han, Candaule e altri. Scritti di critica letteraria. Bari: Palomar.
- (1995). Nietzsche e i suoi interpreti. Oltre il nichilismo. Venecia: Marsilio.
- (1997). Erminio o della fede. Dialogo con Nietzsche di un suo interprete. Milán: Spirali.
- (1998). Saggi nietzschiani. Nápoles: La Città del Sole.
- (2005). Hamann nel giudizio di Hegel, Goethe e Croce. Nápoles: Bibliopolis.
- (2005). Tre conferenze. Il mondo, Schopenhauer, Nietzsche. Bari: Palomar.
- (2006). Madonna con bambina e altri racconti morali. Milán: BUR.
- (2006). Commento allo Zarathustra. Milán: Bruno Mondadori.
- (2007). Nietzsche. Il pensiero come la dinamite. Milán: BUR.
- (2008). I pazzi di Dio. Croce, Heidegger, Schopenhauer, Nietzsche e altri.  Nápoles: La Città del Sole.
- (2008). Schopenhauer e Nietzsche. Padua: Il Prato.
- (2009). Eterodossie crociane. Nápoles: Bibliopolis.
- (2009). Il volo di Icaro. Elzeviri filosofici. Padua: Il Prato.
- (2009). Introduzione a Nietzsche. Opera per opera. Milán: BUR.
- (2012). Il bue squartato e altri macelli. La dolce filosofia (con Giuseppe Girgenti). Milán: Mursia.
- (2013). L'oro prezioso dell'essere. Saggi filosofici. Milán: Mursia.
- (2014). Cortocircuiti. Milán: Mursia.
- (2015). Adelphoe. Milán: Unicopli.
- (2016). Il dio lontano. Roma: Castelvecchi.
- (2016). Tre centauri. Nápoles: Saletta dell'Uva.
- (2017). Ritratti di dodici filosofi. Nápoles: Saletta dell'Uva.
- (2017). Una vacanza attiva. Milán: OlioOfficina.
- (2017). Grandi problemi risolti in piccoli spazi. Codicillo dell'essenzialismo. Milán: Bompiani.
- (2018). Colli, Montinari e Nietzsche. Milán: BookTime.
- (2018). Capricci napoletani. Pagine di diario (coord. Marco Lanterna). Milán: OlioOfficina.
- (2019). Il colpo di timpano. Nápoles: Saletta dell'Uva.
- (2019). Dio impassibile. Imola: Babbomorto.
- (2019). Contromano. Milán: BookTime.